# Pat Crawford Brown
Pat Crawford Brown (New York, 29 juni 1929 - Los Angeles, 2 juli 2019) was een Amerikaans actrice.

## Biografie
Brown werd geboren in New York en was vanaf 1961 getrouwd waaruit zij een dochter had, in 1976 stierf haar man. 
Brown was voordat zij actrice werd actief als lerares Engels. Zij stierf op 2 juli 2019, drie dagen na haar negentigste verjaardag. 

## Filmografie

### Films
Selectie:
- 2009 Labor Pains – als tante Betty
- 2007 Norbit – als mrs. Henderson
- 2006 You, Me and Dupree – als tante Kathy
- 2003 Stuck on You – als Mimmy
- 2003 Daredevil – als oude vrouw in vliegtuig
- 1999 Forces of Nature – als Florence
- 1997 Romy and Michele's High School Reunion – als serveerster Truck Stop
- 1994 Reality Bites – als caissière
- 1993 Sister Act 2: Back in the Habit – als non in koor
- 1992 Sister Act – als non in koor
- 1991 The Rocketeer – als mrs. Pye

### Televisieseries
Selectie:
- 1993-2009 Days of our Lives – als zuster Agnes - 7 afl.
- 2008 General Hospital – als mrs. Albright – 7 afl.
- 2004-2007 Desperate Housewives – als Ida Greeneberg – 27 afl.
- 2007 General Hospital: Night Shift – als mrs. Storch – 3 afl.
- 2002-2004 Gilmore Girls – als mrs. Cassini – 4 afl.
- 1989-1997 Coach – als mrs. Thorkelson – 12 afl.
- 1997 Profiler – als zuster Mary – 2 afl.
- 1990-1995 Murphy Brown – als mrs. O'Brien – 3 afl.
- 1990 Knots Landing – als eigenaresse – 2 afl.
- 1987 L.A. Law – als voorzitster jury – 2 afl.